# マビノギ (ゲーム)
マビノギ (韓:마비노기、英：mabinogi) は、韓国のゲーム会社・NEXON KoreaのdevCATスタジオが開発し同社が運営するMMORPGに分類されるオンラインゲームである。
2004年6月に韓国において正式商用サービスが開始され、以降日本・台湾・中国・北米で運営されている。日本ではネクソンによって2005年4月26日にサービスが開始され、2007年10月11日よりハンゲームでプレイ可能になった（ハンゲーム版は2020年9月9日にサービスを終了し、ネクソン版に統合）。日本では2023年4月に18周年を迎えている。
韓国ではいまだ人気が高いゲームであり、2020年から2022年にかけて3年連続でサービス開始以来最高の売上を記録した。

2022年4月20日付でゲームクライアントが32bit→64bitにアップグレードされた。

それに伴い32bit版のwindowsではプレイ不可能になった。

## 概要

### 世界観
ゲーム内世界は「エリン（Erinn）」と呼ばれ、ウェールズの吟遊詩人によって口承されたケルト神話の物語などを基に作られている。そのためゲーム内に登場するNPCの名前はケルト神話の登場人物と酷似しており、古代ケルト人が信仰したとされる輪廻転生も、後述する転生システムとしてゲーム内で表現されている。

### 他のMMORPGとの違い
ゲーム内で「マビノギ」とは吟遊詩人たちの間で伝承される歌のことを意味しており、その名の通りゲーム内で作曲や楽器演奏を活用して、自作のオリジナル曲を披露できる点が大きな特徴のひとつである。また、ウルティマオンラインなどの一部を除く以前のMMORPGでのメイン要素である戦闘だけではなく、料理・衣服製作など生産に関するスキルやキャンプファイヤーなどといった生活感を醸し出すスキルも豊富である。
他にも、NPCから依頼を受けるアルバイトや遺跡の発掘などで経験値や通貨（単位はゴールド）を得られること、年齢や食べた物によって体型が変化することなど、既存のMMORPGとは一線を画している点が見られる。

### グラフィック
Cell Shading（セル・シェーディング）、Cartoon Rendering（カートゥーン・レンダリング）と呼ばれる独特の技術により、低スペックでもアニメーションのような動きを見せることができるような工夫がなされている。
やや古参のMMORPGといえるが、最近のアップデートではユーザー側端末の性能向上を見越して広大な追加マップを導入するなど、それなりにスペックを要求するようになっている。
トゥーン黎明期に開発されたゲームであるため、近年の一般的な3Dゲームとは異なり、独自のグラフィックエンジン(プレイオネオンジン)を使用している。この事は長らくアップデートの障害になっていたとされる。2023年にはUnreal Engineへの移行およびグラフィックのリニューアルが決まった(移行時期は未定)。

### サーバー構成
サーバ名はゲーム中に登場するNPCや、敵モンスター、アイテムなどの名前からつけられている。

#### 韓国
- リュート
- マンドリン
- ハープ
- ウルフ
- ベア（2009年2月9日に閉鎖）
- ルンダ（2012年12月6日に閉鎖）
- ゴーレム（2012年12月6日に閉鎖）
- モリアン（2012年12月6日に閉鎖）

リュート、マンドリン、ハープは2003年11月15日負荷テスト開始時から、ゴーレムは2004年7月2日に、ウルフとベアは2004年7月31日に、ルンダは2008年8月1日に、モリアンは2010年8月4日に作成されたサーバである。
かつては各サーバに年齢制限が設けられており、リュート、ウルフ、ルンダ、モリアンは12歳以上、マンドリン、ベアは15歳以上、ハープ、ゴーレムは18歳以上が利用できた（サーバー統合時に制限廃止）
サーバーごとにチャンネルが20～40ほど設けられており、海外のマビノギに比べるとサーバー1つあたりの規模が大きい。

#### 日本
- マリー
- ルエリ
- タルラーク
- モリアン（2014年5月29日に閉鎖）
- キホール（2014年5月29日に閉鎖）
- トリアナ（2014年5月29日に閉鎖）

マリー、ルエリ、タルラークは2005年3月16日のβテスト開始時から、モリアンとキホールは2005年4月1日に、トリアナは2006年12月7日に作成されたサーバである。
2014年5月29日にマリーとモリアン、ルエリとトリアナ、タルラークとキホールが統合された。
サーバーごとにチャンネルが7〜11ほど設けられており、サーバー間のデータは完全に隔離されているが、チャンネル間は自由に移動ができる。
全サーバー共通の特徴として、1チャンネルでは多くのプレイヤーが集まり、プレイヤー間の取引の場として利用されていることが挙げられる。

#### 台湾
- 貝婷（ベビン）
- 愛麗沙（アリサ）
- 安黛莉（エンダイリ）
- 凱琳（カイリン）
- 迪恩（ディアン）

#### 中国
・亚特（ヤート）
・伊鲁夏（イルカ）
- 瑪麗（マリー）
- 魯拉里（ルエリ）
- 克莉斯特（クリステル）
- 薇娜（ウェナ）
- 福格斯（ファーガス）

#### 北米・オセアニア
- マリー
- ルエリ
- タルラーク
- アレクシーナ

## 沿革

### 韓国
- 2003年12月18日 - オープンβテスト開始。
- 2004年6月22日 - 正式サービス開始、G1『女神降臨』実装。
- 2008年8月1日 - G9『錬金術師』実装。同時にサービスが完全有料→部分有料化及びアイテム課金制へ。
- 2008年12月18日 - G10 "THE GODDESS of LIGHT" 実装。
- 2009年6月22日 - G11 "SWORD of the GODS" 実装。
- 2009年12月16日 - G12 "Return of the Hero" 実装。
- 2010年8月4日 - G13 "Hamlet" 実装。
- 2010年12月15日 - G14 "Romeo & Juliet" 実装。
- 2011年7月20日 - G15 "The First Contract"実装。
- 2012年1月5日 - G16 "マクベス"実装。
- 2012年3月28日 - "Genesis"実装。
- 2012年7月11日 - G17S1 "The Classic"実装。
- 2012年7月31日 - G17 S2 "人形社"実装。
- 2012年9月25日 - G17 S3 "Shamala"実装。
- 2012年11月22日 - プロローグ "悪夢"実装。
- 2014年1月8日 - G18 "IRIA2"実装。
- 2014年8月14日 - G19 "神の騎士団"実装。

### 日本
- 2005年1月31日〜2月11日 - クローズドβテスト。
- 2005年2月25日〜2月28日 - 負荷テスト。
- 2005年3月16日 - オープンβテスト開始。
- 2005年4月26日 - 正式サービス開始。
- 2005年12月15日 - 基本料金無料化。
- 2006年4月27日 - 大型アップデート『チャプター2』G4実装。
- 2007年10月11日 - ハンゲームでもプレイ可能になる。
- 2008年12月11日 - 大型アップデート『チャプター3』G9実装。
- 2009年4月16日 - G10S1+EX "THE GODDESS of LIGHT" 実装。
- 2009年10月29日 - G11S1+EX "SWORD of the GODS" 実装。
- 2010年4月22日 - G12S1+EX "Return of the Hero"実装。
- 2010年7月15日 - ハウジング実装。
- 2010年9月16日 - G12S2実装。
- 2010年10月21日 - G13 "Hamlet"実装。
- 2011年2月24日 - G14 "Romeo and Juliet"実装。
- 2011年9月28日 - G15 "The First Contract"実装。
- 2012年4月19日 - G16 「マクベス」実装。
- 2012年5月24日 - "Genesis"実装。
- 2012年8月16日 - G17S1+S2 "The Classic:運命の糸、人形術師"実装。
- 2012年10月18日 - G17S3 "Shamala"実装。
- 2013年4月23日 - G18S1 IRIA THE DRAMA 実装。
- 2013年9月12日 - ZEROアップデート実装。
- 2014年9月18日 - G18S2 "IRIA2"実装。
- 2014年12月10日 - G19 "神の騎士団"実装。
- 2015年7月15日 - 才能改変 "Renovation"実装。
- 2015年12月9日 - G20 "聖域の扉"実装。
- 2018年7月18日 - G21 "守護者の道"実装。
- 2018年12月19日 - G22 "アポカリプス"実装。
- 2019年7月24日 - G23 "テンペスト"実装。
- 2020年1月22日 - G24 "クライマックス"実装。
- 2020年12月16日 - G25 "イクリプス"実装
- 2024年7月17日- G26 "Winds of Fate"実装

### 台湾
- 2005年6月14日 - クローズドβテスト開始。
- 2005年6月14日 - オープンβテスト開始。
- 2005年7月21日 - 『チャプター1』G1実裝。
- 2006年6月11日 - 『チャプター2』G4実裝。
- 2009年2月5日 - 『チャプター3』G9実裝。
- 2009年6月22日 - G10S1+EX "THE GODDESS of LIGHT" 実装、基本料金無料化。
- 2009年9月14日 - G10S2+EX 実装
- 2009年11月16日 - G11S1+EX "SWORD of the GODS" 実装。
- 2010年3月18日 - G11S2+EX 実装。
- 2010年7月5日 - G12S1 "RETURN of the HERO" 実装。
- 2010年12月8日 - G13S1 "Hamlet" 実装。
- 2011年8月22日 - G14S3 「諸神の希望」実装。

### 中国メインランド
- 2005年6月28日 - オープンβテスト開始。
- 2005年8月29日 - G1『女神降臨』実装。
- 2005年11月22日 - G2『パラディン』実装,正式サービス開始。
- 2006年3月22日 - G3『ダークナイト』実装。
- 2006年7月14日 - 基本料金無料化。
- 2006年8月16日 - 大型アップデート『チャプター2』G4実装。
- 2006年11月29日 - 『チャプター2』G5実装。
- 2007年7月4日 - 『チャプター2』G6実装。
- 2007年12月19日 - 『チャプター2』G7実装。
- 2008年7月9日 - 『チャプター2』G8実装。
- 2009年4月1日 - 大型アップデート『チャプター3』G9実装。
- 2009年7月8日 - G10S1+EX "THE GODDESS of LIGHT" 実装。
- 2010年2月3日 - G11S1+EX "SWORD of the GODS" 実装。
- 2010年7月7日 - G12S1+EX "Return of the Hero" 実装。
- 2010年9月15日 - G12S2+EX実装。
- 2011年1月26日 - G13S1 "Hamlet" 実装。

### 北米・オセアニア
- 2008年1月30日〜2008年2月5日 - クローズドβテスト。
- 2008年3月5日 - オープンβテスト開始。
- 2008年3月27日 - G1実装、正式サービス開始。
- 2010年2月13日 - G9まで実装している。
- 2010年6月9日 - G10まで実装している。
- 2010年8月11日 - G11まで実装している。
- 2010年10月20日 - G12まで実装している。
- 2012年10月25日 - G17S1 "Classic" および　G17S2 人形術師　実装。
- 2012年12月18日 - G17S3 "Shamala"実装。

### ヨーロッパ・イスラエル
- 2009年12月2日 - G1実装、クローズドβテスト開始。
- 2010年1月27日 - G2実装、オープンβテスト開始。
- 2010年5月26日 - G3実装、正式サービス開始。
- 2010年9月15日 - G4〜G11が"Uncharted Lands"として一気に実装。
- 2010年10月15日- G12 "Return of the Hero"実装。
- 2012年7月13日 - 運営サービス終了。

## サービス

### 料金体系
サービス開始当初は基本接続課金+プラン課金+キャラクター課金システムであったが、2005年12月15日より基本接続料無料+プラン課金(2012年8月22日に内容をリニューアル)+キャラクター課金、2006年4月27日より上記+アイテム課金へと変更された。いずれもネクソンポイントで購入する。
プラン課金
購入時から30日間、特別な効果が得られる3つのプランから成る。ギルドの作成・運営を可能にできる「ギルドパッケージ」（100円）と、左記プラス14の特典が付いた「アドバンスドプレイパッケージ」（800円）、そしてこれらの内容全てを含みかつさらに別の6つの特典が付いた「マビノギファンタジーライフクラブパッケージ」（1000円）がある。
キャラクター課金
ゲーム開始時、またキャラクターの全削除時に付与されるキャラクターカード、エルフとジャイアントのアシスタントキャラクターカードを使用して作成したキャラクターとは別に、新たなキャラクターを作る場合には、目的の種族に応じた「キャラクターカード」を購入する必要がある。転生は最後の転生から1週間（転生を未経験のキャラクターは、キャラクター作成時から1週間）が経過すると無料で行えるが、性別を変える場合にも「キャラクターカード」を購入し使用することで転生が可能になる。
キャラクターの容姿は、ドレスルーム利用時もしくは転生時に、ポイントショップで販売されているアイテムを使用することで変更可能である。
アイテム課金
ゲーム内では販売していない特殊なアイテムをポイントショップより購入できる。

### ポイントショップ
Chapter2アップデートにより追加された、ネクソンポイントにより特殊なアイテム（課金アイテム）を購入できるショップ。
日替わりで貰えるアドバンスアイテムの追加購入や見た目の年齢を変化させるポーション、スキルトレーニングが容易になるポーションなどを個別に販売している。いわゆるガチャアイテムは2006年8月31日にはシモンのランダムボックスが、2006年10月26日にはアレクシーナのランダムボックス、その後もいくつかのランダムボックスが実装された。これらは1個100pt（100円に相当）で購入することができ、使用するとゲーム内に登場するアイテムがランダムで出現するアイテムなのだが、一定の確率でボックスからしか出現しないレアアイテム（主に武器や衣装だが、普通のものと外見上の違い以外に差異はなくゲーム内取引も可能）も出現する仕様になっている。韓国本国では2007年に一度導入が試みられたが、現金でプレイヤー間に差がつくことを嫌うためか運営側に相当な苦情が殺到し、即日アイテムショップ自体が消滅する騒動が発生した。ただし、現在では韓国でもChapter3と同時に行われた課金制度の変更によりアイテム課金を行っている他、日本のランダムボックスと同じ課金アイテムも実装されている。Chapter4以降は課金アイテムやガチャ限定装備のあまりにも強力な性能が常に問題となってきた。
Chapter4実装の「細工道具」(ダメージが最大数倍に上がるなどの強力なオプション効果を装備に付けられる課金ガチャアイテム)も最初に韓国で販売が始まり、そのまま全世界に導入された。この細工システムは要求課金額が数万円から数十万円以上にも及ぶ事、効果が強過ぎてキャラクターを強くする上では絶対に避けて通れない事から、実装後数年間に渡って炎上状態となった。中でも、全てのモンスターに与えられるダメージを最大2倍以上に増やす「属性細工」と呼ばれる効果は分かり易くゲームバランスを壊す性能から「現金で殴るようなもの」と強い批判を受け、結局チャプター5以降のモンスターは属性細工が原則無効設定となったのだが、運営会社のネクソン側からはこの対応について説明が一切ない（無効である事を公開すらしていない）。その他、細工によってスキル性能が爆発的に向上する「クラッシュショット」について、バランス崩壊の原因となった細工効果の調整ではなくスキル性能自体の大幅引き下げによって事態の収拾を図るなど、非常に誠意を欠く行為を繰り返してきた。
細工道具の問題はそれだけに留まらず「特定のオプションが付かない」といった致命的なバグも度々発生し、その補償がまともに行われないなど「JOGA(日本オンラインゲーム協会)のガイドライン違反なのではないか？」と疑われる事案も起きている。2015年に発覚したバグが2019年にようやく修正され、補償は更に2年後の2021年に行われたが、補償期間は2021年を基準に過去1年分のみだった上に、これらのバグが起きた事や修正を加えた事を2023年時点でも認めていないなど。2021年には韓国のユーザーが大規模デモ(通称トラックデモ)を行ったことで大手メディアにも取り上げられ、韓国の国会で「悪質なガチャの例」として名前が挙がる事態にまで至っている。これをきっかけに改善が進み、2023年現在は課金版の約80%の効果を無課金でも付けられるように緩和されている。
Chapter5以降のランダムボックスは所謂オシャレアイテムをメインとしていたそれまでの方針を180度転換し、ゲーム内で手に入る最強武器並の性能を持つ「ビームソード」を初めとする強力な装備が出現し始めた。当初はこれらの装備アイテムの排出率設定が過度に高かった為、ゲーム上で入手できるほとんどの装備が価値を失う程のバランス崩壊を引き起こし、Chapter5以降の急激なプレイ人口減少に繋がっている。

## アップデート
マビノギのアップデートには『ジェネレーション』と『シーズン』と呼ばれる形態が存在する。『ジェネレーション』アップデートは、いわゆる大型アップデートの事で、主に新地域や種族、後述のメインストリームの追加などが行われる。『シーズン』アップデートは1つのジェネレーションの間に行われる小規模なアップデートの事で、スキルやダンジョンの追加が主である。シーズンアップデートはジェネレーションの間に基本的に2〜4回行われ、告知の際にはG（ジェネレーション）○S（シーズン）○という形で表記される。（例：G3S3→ジェネレーション3のシーズン3という意味である。）またジェネレーションの内容は開発テーマに沿った形で作られている。この開発テーマを『チャプター』と呼ぶ。
現在発表されているチャプター、及びジェネレーション
- チャプター1
  - G1 女神降臨
  - G2 パラディン
  - G3 ダークナイト
- チャプター2
  - G4 イリアの開拓者
  - G5 砂漠のエルフ
  - G6 雪原のジャイアント
  - G7 熱帯の川
  - G8 ドラゴン
- チャプター3
  - G9 アルケミスト （錬金術師）
  - G10 THE GODDESS of LIGHT （光の女神）
  - G11 SWORD of the GODS （神々の剣）
  - G12 Return of the Hero （英雄の帰還）
- チャプター4　Shakespeare（シェイクスピア）
  - G13 Hamlet （ハムレット）
  - G14 Romeo and Juliet（ロミオとジュリエット）
  - G15 The First Contract
  - G16　マクベス
- チャプター5 THE DRAMA
  - G17 The Classic、人形術師、Shamala
  - G18 IRIA THE DRAMA、IRIA2
- チャプター6 神の騎士団
  - G19 神の騎士団
  - G20 聖域の扉
  - G21 守護者の道
- チャプター7 
  - G22 アポカリプス
  - G23 テンペスト
  - G24 クライマックス
  - G25 イクリプス

### 日本のアップデート現状
2021年2月17日現在、日本ではG25までのアップデート内容が実装されている。
日本のみの独自コンテンツとしては、2009年4月30日に「猫島 (NEKOJIMA)」が実装された。マビノギの開発をしているDevCATによると「猫島 (NEKOJIMA)」の名前が決まる前は「Japan Generation」という企画名であり、招き猫や鳥居の構造物を配置するなど、その名の通り日本のプレイヤーを意識した作りになっている。ちなみに「なぜ猫なのか」にという問いについては、「日本には猫好きが多いのではないか？」という考えと「（私たちは）猫が好きだから」との事である。
アップデートの時期は国によって若干違うものの、上記の猫島を除けば実装スキルやスキル性能などの基本的な仕様は原則全世界共通。ただし課金関係は国毎に大きな違いがあり、日本サーバーではコンプリートガチャ規制でガチャ限定装備の性能が変わっている、中国サーバーでは極めて強力な課金アイテムを販売しているなど独自色が強い。これによってゲームバランスが崩壊する事も多く、本来は複数のパーツを同時に装備しなければ効果を発動できないガチャ限定防具が日本では1パーツのみで発動出来るため、ゲーム内で手に入る最強装備よりも強くなってしまっていると言った問題が起きている。また、装備品については韓国サーバー以外限定の物が存在する(日本/北米/中国/台湾で共通)。

## ゲームシステム

### 戦闘
戦闘はアクション性が強く、「近接」「魔法」「弓」「手裏剣」など全15系統+αの多種多様なスキルを駆使して戦う。
サービス開始当初のマビノギは「アタックはディフェンスに弱い」「ディフェンスはスマッシュに弱い」「スマッシュはアタックに弱い」等といったジャンケンのような強弱関係を中心とするターン制に近い戦闘システムだったが、これを無視して攻撃を通せる「ウィンドミル」「アローリボルバー」「ファイナルヒット」等のいわゆる上級スキルの台頭によりバランスが崩れ、2012年に戦闘システムのリニューアルが行われた。
現在のマビノギは序盤こそターン制要素が残っているが、中盤からはほぼアクションゲームと言っていい。難易度が高いダンジョンやミッションでは様々な武器、スキル、ペットを組み合わせて使う事が求められる上にマウスも併用しなければならず、操作難易度はかなり高い部類に入る。そのせいで新規ユーザーが挫折してしまうとの指摘も存在する一方で、実力差がハッキリ出る事に面白さを感じているユーザーも多い。とはいえ、ある程度の段階までは数個のキーとマウスだけでも満足に戦える為、初めから高度な操作を求められる事はない。
操作の複雑化については韓国マビノギのプロデューサーも「まるで飛行機のコックピット」と発言するなど問題視しており、2023年に職業制システム「アルカナ」を導入し、操作の簡略化が図られている。

### 曜日効果
現実世界の1週間をゲーム内での1年間とし、現実での各曜日ごとに倒した敵がアイテムを落としやすくなるなど、様々な効果が得られる。現実での土曜日がゲーム内での1年の終わりであり、プレイヤーキャラクターはこの日に1歳年齢が増える。

### NPC好感度
ゲーム内NPCはNPCごとに各PCに対する好感度パラメータを持っており、この好感度は会話や好みのアイテムプレゼント、好感度上昇ポーションを使用することなどにより上昇する。好感度が上昇すると会話内容が変わるなどの変化が見られ、一部NPCにおいては好感度が非常に高くなることで通常では陳列されていない販売物タブが追加されたりおまけ要素への条件を満たしたりする。

### タイトル
キャラクターへの称号のようなものと考えると理解しやすい。様々なタイトルがあり、条件を満たすことによって取得できる。また、そのタイトルを冠することでキャラクターの能力が変化する。
例：「一発で熊を倒した ○○」（このタイトル取得の為には熊種族のモンスターを一撃で倒す必要がある）
　　「器用な　○○」（取得のためには器用さのパラメータが一定値に達する必要がある

### パーティー
プレイヤーは最大8人もしくは16人までのパーティーを組むことができる。最大8人のパーティーには、通常のパーティーである「一般パーティー」と、同じチャンネルにいるユーザー全員に募集情報が送られる「ダンジョンパーティー」がある。最大16人のパーティーには、楽器を使って合奏する際に組む必要がある「合奏パーティー」と、使徒レイドに入場する際に組む必要となる「決死団」に分かれている。
また、パーティーを組むと以下のような効果がある。
- 経験値をルールに従って分配することができる。
- 同じマップ・ダンジョン内にいる場合のみ、ミニマップ上にメンバーの位置が表示されるようになる。
- 同じダンジョンに入ることができる（パーティを組まなくても同じアイテムを落とせば同じダンジョンに入れるが、最初に入ったプレイヤー以外はクリア報酬が得られない）。
- パーティークエストを受けることができる。
- 生産系スキルを使うときに、メンバー数およびメンバーのステータスに応じた成功率ボーナスが上乗せされる。
- 合奏スキルが使えるようになる（合奏パーティーのみ）。

### ギルド
ギルド作成にはギルド作成許可証と5人のパーティが必要となる。初期のギルドメンバー数は5人が最大だが、ゴールドとギルドポイントを使うことで最大250人まで上げることができる。
ギルドの管理やギルドメンバーの加入・脱退手続きなどの権限はギルドマスターが持ち、ギルドマスターはサブギルドマスターを決めることができる。なお、ギルドメンバーは自由に脱退することができる。
ギルドに加入していると、「ギルドチャット」や「ギルドホール」を使うことができる。

### PvP（対人戦）
いくつかの方法でPvPが行えるが、その為に調整されているゲームではないため、あくまでおまけ程度のものである。中国サーバーではPvP可能chと不可能chがあり、さらに中国のみ独自に集団戦闘システムも検討されている。
アリーナ
アリーナと呼ばれる専用のフィールドで、プレイヤー対プレイヤーの対戦を行うことができる。アリーナ内にいるプレイヤーは全員が敵となる（全員に攻撃できる）。アリーナはポイント制で、敵を倒すと相手のポイントを奪える。1ラウンド終了時にポイントがないキャラクターは、アリーナのロビーに戻される。アリーナは各地にあり、パラディンとダークナイト専用、チーム戦用のアリーナもある。
パラディンとダークナイト
Generation2及び3のメインストリームを終えることでパラディンやダークナイトに変身できるようになれば、街やフィールドでPvPが可能である。ただし、無差別PvP防止の為に、プレイヤーがPvPを許可しているもの同士でないとできない（デフォルトでは不許可となっている）。また、許可しているもの全員に攻撃が可能な為、複数対複数になることも多い。この機能により、PvPが意図せず発生してしまう為、問題になることが多々ある。
1対1PvP
G5S3で1対1のPvP（いわゆる決闘）機能が追加された。PvPをするには、相手のキャラクターを右クリックして対戦申請を行い、相手がPvPに同意しなくてはならない。ペットと一緒に対戦することも可能だが、他のPvPと違って他人に邪魔されることはない。このPvPの対戦成績は記録され、キャラクター情報で確認できる。
種族間PvP
エルフとジャイアントは敵対関係にある種族という設定の為、種族間でPvPができる。さらに、どちらかの種族を支持している人間も、支持している種族の味方として種族間PvPに参加できる。パラディンとダークナイトのPvPと同様に、意図せずPvPが発生してしまう危険性があるため、種族間PvPを許可しているプレイヤー同士でなければPvPは発生しない。

## 種族
「人間」「エルフ」「ジャイアント」の3つの種族が実装されている。使用可能スキルはどの種族も原則共通だが専用の戦闘スキルや装備制限も存在し、それらは非常に大きな影響力を持っているので、戦闘スタイルは種族毎に明確な個性が出る。なお、転生を行っても種族の変更を行うことはできない。
同種族同士であった場合でもスキルの配分によりキャラクターごとの個性を出すことは可能であるが、レベルアップによって得られるポイントでいくらでもスキルランクを上昇させられる為、いずれは全てのスキルを使いこなせるキャラクターを作ることが可能。近年は育成簡素化により全スキルカンストキャラクターを作る事さえも容易になっているため、個性が出ないとの指摘も存在する。性別による違いは、アイテムによっては装備可能な性別が定められているが、キャラクター自体の能力に違いはない。年齢によって初期ステータスが異なるほか、レベルアップ時の各種パラメータ上昇率がそれぞれ異なる。また、10〜17歳にかけてキャラクターの身長も異なってくる。

### 種族間の特徴
エルフとジャイアントは敵対関係にあり、前述の種族間PvPを行うことができる。種族が拠点とする村にはガードNPCが配置されており、昔は敵にあたる種族を感知すると攻撃を加えていたが、この仕様は廃止された。人間はどちらか一方の種族を支持することができ、それはアカウント内のすべての人間キャラクターにおいて有効である。支持した種族からは販売品の値引きや専用タイトルなどの特典を受けることができ、種族間PvPにも支持した側の種族に加勢できる。種族支持によるデメリットは存在しておらず、対立種族と敵対関係になるような事はない。
人間
バランスが取れた種族。近接系・遠距離系・魔法系のスキルをバランスよく使える。エルフやジャイアントと比べると、若干移動速度が遅い。刀剣による二刀流が使える。
エルフ
遠距離系に特化した種族。人間とは異なる外見を持ち、足が速い。射撃戦闘スキルの準備時間が短く、騎乗しながら弓で攻撃できるなど射撃に秀でる。他の二種族と比較して初期のマナの量及び成長度が大きく、魔法系にも特化している。重鎧や両手剣は装備が不可能。また、「二刀流」が使えない上に、耐久力に乏しいが、現在のゲームバランスでは最終的に弓が極めて強力であるため、晩成型と言える。
ジャイアント
近接系に特化した種族。近接戦に優れている。弓や弦楽器・管楽器が装備できないが、鈍器による二刀流が可能。また両手剣を片手で扱えるため、盾との併用が可能。同じパーティ内かつジャイアント支持の人間を肩に乗せたまま移動することができ、エルフほどではないが、人間よりも移動速度が速い。人間・エルフとは体格が大きく異なる為、装備できる服や鎧がそれらに比べて少ない。新しい装備は基本的に全種族共通だが古い衣装はほぼ人間・エルフ専用である。

### 変身
所定のクエストをクリアするなどして一定の条件を満たしたキャラクターは変身する事が出来るようになる。システム的にはスキルの一部となっているが、その扱いは通常のスキルとは大きく異なる。変身時は派手なエフェクトを伴い、その名の通り大きく容姿が変貌する他、戦闘能力が大幅に向上するものもある。ただし、使用制限や制限時間も存在するため、一種の切り札的な位置付けにある。変身の効果を高めるためには、キャラクターのレベルアップによって得られる専用のポイントを各種変身用のスキルに振り分ける必要がある。

#### 種族固有の変身
パラディン
白く輝く鎧を纏った光の騎士。変身できる種族は人間。各種能力値のバランスが良く、あらゆる局面に於いて安定した戦力を期待できる。パラディンのみ、専用のスキルを持っていない。後述のダークナイトになるためには一度パラディンになる必要があるが、ダークナイトになってしまうと二度とパラディンには変身できなくなるため、注意を要する。
ダークナイト
漆黒の鎧を纏った闇の騎士。変身できる種族は人間。変身後の能力値が変身ごとにランダムで変動するほか、変身時間を超過するとライフが減少しはじめる（ライフが0になると自動解除される）など、一風変わった特徴を持つ。また、敵モンスターを自らの支配下に置く専用スキルが使用可能。
ファルコン
羽毛に覆われた野獣。変身できる種族はエルフ。突出したマナ上昇量を誇り、魔法と射撃を組み合わせた専用スキルを持つ。反面、耐久力は他と比較するとやや劣る。
ビースト
毛皮に覆われた野獣。変身できる種族はジャイアント。ファルコンとは正反対の特性を持ち、近接戦闘能力に秀でる（ライフの上昇量が最高値だが、マナの上昇量は最低）。専用スキルは周囲の敵をまとめて薙ぎ払う強力な範囲攻撃。

#### 種族共通の変身
半神化
神の力を吸収した形態。支持中の女神によって使用可能スキルが変化する(変更可能)。変身しても翼が生えた半透明の白いオーラに覆われるだけでキャラクター自体の容姿は変化しない。攻撃系のスキルは性能が低いものの防御スキルは反則的な性能を誇っており、どんな攻撃だろうが完全に無効化するバリアを常に張りながら戦える。恐ろしく強力な形態だが攻撃を防ぐ度に本来受けるはずだったダメージに見合う修練値(レベルアップによりチャージ)を消耗していくので安易には使用できない。
異神化
異世界の神を模した形態。変身中は異界の神の使徒に似た異形の姿となる。攻撃を受けた時の怯み・ダウンがなくなるが、変身中は4つの専用スキル（あまり強くない）と神聖スキル以外使用できずペット騎乗もできないなどデメリットが大きい。専用装備「エイドス」により外見を変えられる。

### ペット
人間やエルフ、ジャイアントでログインしているとペットを召喚することができる。その時に指示を出すと一緒に戦闘や回復などの補助をしてくれたり、アイテムの生産・プレイヤーを乗せて移動などの種族毎の能力を利用できる。ただし、現実時間1日に召喚できる時間が決められている（約1-2時間）。ペットでログインしてプレイが可能だが、NPCと会話ができないことやペットでのプレイ時間の制限があったり、覚えられるスキルに制限があったりするなどペットでプレイするメリットは少なく、PVPも不可能であるなどキャラクターと異なる点が多い。

#### ペットと年齢
ペットキャラクターも人型キャラクターと同じく加齢により外見、ステータスが変動する。ペットにおいての年齢に関する特徴は
- 加齢やレベルアップによる能力の変動は1-15歳の間のみ(12歳や10歳、5歳で変動が止まる種類もある)。それ以降はスキルのランク上昇分のみがステータス変動に加算される。
- 生産ペット、騎乗ペットなどの一部の種類においては、能力（最大マナや生命力など）が5歳をピークに一定期間下がって行く。
- 外見の成長も1-15歳の間のみ表れる。多くのペットは10歳を過ぎると足などが細くなっていく（これは体が大きく手足が細長くなるという成長に関する描写が、体の方だけ10歳前後で停止してしまうため）。

#### ペットの転生
ペットも人型キャラクターと同様に転生が可能であるが、その性質は大きく異なる。転生に新しいカードを要する点は同様だが、人型キャラクターは転生時に種族変更ができないことに対し、ペットはどの種族のペットキャラクターにも変更して転生できる（転生の際に購入するペットカードは転生先の種族のペットカードとなる）。また、ペットには「AP（アビリティポイント）」という概念がないため、スキルそのものは転生直前の状態を保持するが、転生後のペットの成長は人型キャラクターと異なり、更なるスキル習得、スキルランクアップの為には現在のペットでそれを習得できるLVまで成長させなければならない。人型キャラクターのように転生前のAPを持ち越して次のスキル成長に使用することができないのである。
異種ペット転生を行うことによって、本来そのキャラクターが覚えない基礎魔法や戦闘スキルを使用可能なペットが作成できる。これは転生を行ってもスキルは転生前のままであることを利用したもので、例えば、犬系統のペットなどでファイアボルトを習得後に猫系統のペットに転生することで、本来覚えることのないファイアボルトスキルを使用可能な猫系統ペットを作成できる。
サンダーに代表される特定のペットのみが使用可能な一部スキルは、別種ペットに転生した際に使用不能にはなるが、スキル自体は保持されておりスキルによるステータス変動は適用される。また、再びそのスキルが使用可能なペットに転生するとスキルランクを最初から上げ直すことなく過去の最高ランクが適用される。

#### 生産ペット
一部のペットは生産素材を生産することができ、生産はマナの消費を伴う。
生産できるペットと生産品
- 牛：牛乳を空き瓶に充填：料理に使用
- クモ：クモ糸を地面に撒く：細い糸生産に使用
- 羊：羊毛をナイフ類で収穫可能：太い糸生産に使用
- ハーブ豚、クローバーヌー：薬草学の有無にかかわらず素手でハーブ収穫可能：調合に使用

#### 召喚攻撃ペット
チャプター4から登場した新世代のペット。マビノギの歴史上最大級の問題児である。その場に呼ぶだけで周囲の敵全てにダメージを与えて動きを止める反則級の能力を持つ。マビノギの戦闘システムを完全に破壊し、リニューアルの直接的原因になった存在と言ってよい。
元祖召喚攻撃ペットの「サンダードラゴン」の硬直性能はまだ限定的で、動きが止まりにくい敵や効かない敵も多かったので比較的許容されていた。しかしチャプター4末期に発売されたペット「冥帝のワイバーン」の能力は「敵のあらゆる耐性を貫通して100%スタンさせる範囲攻撃を召喚と同時に発動する」と言うやり過ぎなものだった。このペットに3万円ほど課金すればどんな敵でもソロで永久にハメ続ける事が可能になり最強のボスすらただのサンドバッグと化す。「もはやマビノギの戦闘は終わった」という落胆の声が溢れ、多くのユーザーがゲームを去る結果を招いている。
その後は長い年月をかけて徐々に対応が取られつつある。まずフィールドレイドボス戦でのペット召喚が全面的に禁止。続いてチャプター6以降のボスはペットの硬直効果が原則効かない設定になった。これらの対策によって現在はそれなりに解消されている問題だが、ザコモンスターには相変わらず効いてしまうので、札束で殴るゲームと揶揄される事は今でも多い。
代表的な召喚攻撃ペット
- 冥帝のワイバーン：上記の能力に加え、敵の防御力を下げる効果もある
- スクーター：敵を固定する能力を持つ (攻撃を加えてもノックバックしなくなる)
- キン斗雲：支援タイプのペット。召喚と同時に味方全員を回復して防御力を上げる

#### ペットでのログイン
人間、エルフ、ジャイアントの人型プレイヤーキャラクタに代わり、ペットキャラクターでマビノギの世界にログインすることが可能である。
ペットでログインして直接操作によるフィールド、ダンジョンの冒険や他PCとのコミュニケーションが可能である。
ペットキャラクターでログインした場合の人型キャラクターとの差異
- ペットの召喚時間は、召喚した時と同様に減少する。
- 動物の言葉を解さないNPCの反応を得られない。逆にごく一部の動物の言葉しか分からないNPCとの会話が可能になる。
- 会話吹き出しの形が人型キャラクターとはわずかに異なるものとなる。
- フレンドリスト機能、ポイントショップが利用できない。
- ギルド作成、加入できない。よってギルド機能を利用できない。
- 取引行動ができない。
- 装備不可能なので変身して人型になるペットでも道具を利用することができない。
- 高品質料理を食べたときのムービーが出ない。
- 自動戦闘モードにしておかないとユーザが操作していなくても勝手にウロウロする。
- 移動速度、飛行など移動において人型キャラクターと幾分異なる。
- 人型PCによる呼び出しでタイトルを持つペットもペットでログインした場合タイトルがつかない。

#### ペットのAI
ペットのAIについては仕様が公開されている為、飼い主の編集により先制攻撃用や飼い主の回復用など個別の目的に合わせたオリジナルのAIを組み上げることが可能である。マビノギの戦闘システムでは判断力が重要である為、よく練り込まれたAIを持つペットは、プリセットAIのペットとは別次元の戦力となる。

#### 現在販売されているペットの大まかな種類
ペットには犬や猫といった一般的な動物から、演奏にあわせて踊るクマ・蛇、各種生産材料等を採集できる羊・クモ・ウシ・豚や、キャラクターが乗って移動できる馬・ダチョウ・鳥、飼い主の変身（パラディン・ダークナイト）に合わせて変身するペットや単独で変身できるペットなど、百種類を超えるペットが実装されている。不定期ではあるが、今もなおアップデートで追加されている。また、期間限定で特別なペットが販売されることもある。
| - ネコ - 犬 - ハリネズミ - フェレット - キツネ - オオカミ - クマ - パンダ - 牛 - ほうき - トカゲ - クモ - スプライト - インプ | - 羊 - 豚 - 蛇 - 馬 - ダチョウ - 鳥 - ミミック - ネズミ - カニ - シカ - ゾウ - オットセイ - フクロウ - 虎 | - ドラゴン - インプ - スクーター - アルパカ - 妖精 - 屋台 |

## キャラクターの成長
スキル制とレベル制を組み合わせた成長システムになっている。
スキルの修練を行うことによってランクアップの条件を整えた後、加齢やレベルアップ（探検レベルも含む）によって得られるAP（アビリティポイント）を消費することでスキルランクが上昇し、より強力なスキルを使用できるようになる。また、ランクアップさせるスキルによって異なってくるが、ランクアップさせた時に、キャラクターのステータスが若干上がったり、ランクアップボーナスとして一定の経験値が貰えたりすることがある。特にステータス上昇は転生しても引き継がれるため、それを主目的としてスキルランクを上げるプレイヤーも少なくない。

### 探検システム
探検レベルという、通常のレベルとは別個に計算されLV50を上限とするレベルシステムが存在する。レベルアップには、L-ロッドと呼ばれるアイテムを用いてダウジングを行い遺跡や宝箱を発見する、探検クエストをこなす、気球によるワイバーン退治、筏による川下りなどの探検に分類される方法で探検経験値を得る必要がある。

### 転生
キャラクターは転生をすることでスキルのランクや累積APを維持しつつも性別、レベル、年齢等をリセットすることができ、再び1からレベルアップしてAPを稼ぎ、スキルランクをアップさせる、といったプレイ方法が一般的である。この転生システムこそが、マビノギ最大の特徴と言えたが、2022年の育成リニューアル以降はストーリー進行によってキャラクターが一定ラインまで自動的に強くなりスキルも覚えるように変わったため、転生システムは若干影が薄くなっている(ストーリー進行前に上げたレベルは一部除いて切り捨てられる)。現在のポジションは育成後半の仕上げ用と言ったところで、AP稼ぎよりはアルカナ才能(いわゆる上級職)のレベル上げを目的に転生するプレイヤーが多い。
転生は最後の転生から6日が経過するごとに無料で行えるほか、ゲーム内の様々なクエストやミッションで手に入る転生ポーションを使えばいつでも転生可能。
Chapter3で無料転生が導入される以前は、転生は課金サービスであった上に、転生せず食事によってステータスを上げる方が圧倒的に強くなれたので、最低限必要なスキル構成に達したキャラクターは転生を基本的に行わないというプレイスタイルも多く見られた(食事のステータスボーナスは転生でリセットされる)。このようなキャラクターはその異次元の強さから「ベーコン魔人」や「りんご魔人」などの通称で呼ばれたが、食事による青天井のキャラクター強化はチャプター3開始の少し前に潰されている。しかも無条件に6日周期で無料転生ができる現在では、転生せずに育成を続けるメリットはほとんど無い。

## マップ
エリンには「ウルラ」、「イリア」、「ベルファスト」の3大陸が存在している。船か大陸移動を使うことで大陸間を移動できる。
ウルラ大陸
多くの村や街があり、露店や生産活動、またプレイヤー同士の交流の場として利用されている。ウルラのほぼ中心にあり大陸移動先である「ダンバートン」と、影ミッションの入口がある「タラ」「タルティーン」のストーンヘンジ付近は連日連夜賑わっているが、その周りにある村や街に行くと人が居ないということは無いもののそのような賑わいは余り見られない。昔は一部の地域を除いて飛行ペット及び気球による飛行が不可能だったが現在は可能になっている。なお現在はウルラ大陸の東側の一部にしかマップが広がっておらず、ウルラ大陸の西側がどのようになっているのかはNPCの台詞等から「コナハタ」と呼ばれていることがわずかに推測できるのみである。近年ではコナハタはウルラの北にある大陸という設定に変わったのでますます謎が深まった。一部を除き現実の北アイルランド及びアイルランドのアルスター地方、レンスター地方の地名を多用している。
イリア大陸
「Chapter2」より実装された大陸。探検システムのために実装されているためか、マップが広大なわりに村がほとんどない。そのため「マナトンネル」という移動手段がある。探検レベルはイリア大陸で受けられるクエストなどで上げることができる。ほぼ全域で飛行ペット及び気球による飛行が可能。探検レベルを簡単に上げる方法が追加されたことで探検クエスト自体が過去の物となった今では、文字通り無駄に広いだけの何もない大陸だと残念がられる事が多い。基本的に街以外で人を見かける事はごく稀だが、2022年のフィールドレイド改変アップデート以降は人気ボスの出現エリアにはプレイヤーがいる場合もある。
ベルファスト島
G15で新規に実装された島。G15のメインストリームクエストや、G15で実装された交易システムで利用することになる島。主な土地は、店や交易所がある港都市「ベルファスト自治領」、魔女が住んでいる洞窟がある「スカアハの海岸」、「トーリー峡谷」で構成されている。
メインストーリーの舞台となる新地域がこの狭い島に詰め込まれてきた都合、G25現在では都市の目と鼻の先に、世界樹がそびえ立つ聖地「アヴァロン」、魔王バロールが生まれた魔界「トーリー峡谷」、異世界神の巨大要塞「クロムバス」などが隣り合って存在するとんでもない事になっている。
あの世
特別な方法でしか行くことのできない特殊マップ。かつては現実世界の土曜日にしか入れなかったが今では曜日を問わず入れる。
マップの形状は現世とほとんど変わらないが、モンスターが街中を闊歩していたり、かなりの施設が倒壊したりと不穏な状態である。
影世界
「Chapter3」より実装された特殊マップ。所謂インスタンスのマップ(共用ではない一時生成エリア)である。他のパーティーのプレイヤーが入ってくる事はない。
「あの世」同様マップの形状はウルラ大陸と大差ないが、常に天候が悪く不穏な雰囲気を漂わせている。魔族と、人間をはじめとする連合軍との衝突が頻繁に行われている。プレイヤーは掲示板よりクエストを選び、それを遂行する事で褒章を得る事が出来る。
クロスロード（現世とあの世の境界）
　バリ黒魔族通行証ダンジョン最深部の扉の先にある空間で、現世とあの世（ティルナノイ）を繋ぐ境界部分に位置する狭間のマップ。
　あの世から現世へ戻る場合は、バリダンジョンのロビーに戻る。
ソウルストリーム
　フクロウが飛び交う何もない白い空間で、誰もがエリンに降り立つ前に一度は立ち寄る場所である。
　新しく作成されたキャラクターはエリンでの生活の仕方を、転生を望むキャラクターやペットは転生についての説明を、ここでナオから聞く事が出来る。

## ダンジョン
チャプター2までと3以降ではシステムが異なるため、この項ではそれぞれを分けて解説する。

### 女神像祭壇型ダンジョン
チャプター1当時、本作を大きく特徴付けていたものの一つにダンジョンシステムがある。ダンジョンはフィールドの各地に存在するが、それぞれのダンジョンには女神像の置かれたロビーと呼ばれる部屋がある。プレイヤーはそこにアイテムを落とすことにより、自動生成されたダンジョンに入ることができる（パーティを組んでいる時はパーティ全員が入る）。他のプレイヤーが同じアイテムを落とさない限り、同じダンジョンに入ることはない。ただし、曜日効果により同じアイテムを落としてもダンジョンの形が変わることもある。
また、NPCが販売している通行証というアイテムを落とすことにより、より難易度の高いダンジョンに入ることもできる。通行証で作られたダンジョンは他のプレイヤーが同種の通行証を落としても同じダンジョンには入らない。
その他にも、メインストリームシナリオなどではメモリアルアイテムと呼ばれるアイテムをダンジョンに捧げることで、NPCキャラクターとしてダンジョンプレイすることができる場面がある。ただし、その場合に入手したアイテムやゴールドは実プレイヤーに戻った際には、反映されない（あくまでもメインストリーム中のイベントとしてNPCキャラクターの記憶を再現するプレイなので実プレイとは切り離されている）。
このタイプのダンジョンは今では旧タイプのダンジョンと扱われており、影ミッションが実装されたチャプター3以降はミッション方式に移行している。

#### 現在実装されているダンジョン(ver1.0)
| - アルビダンジョン - キアダンジョン - マスダンジョン - ラビダンジョン - ルンダダンジョン - コイルダンジョン - フィアードダンジョン - バリダンジョン - ペッカダンジョン | - メイズ平原遺跡ダンジョン - カルー森遺跡ダンジョン - ロンガ砂漠遺跡ダンジョン - パルー遺跡ダンジョン - アルベイダンジョン - バオルダンジョン - 城地下ダンジョン - ネコ島ダンジョン - 料理ダンジョン |

### ミッション型ダンジョン
チャプター3の影ミッションから主流になった方式。発表当初はダンジョンver2.0と呼ばれていたシステムで、ダンジョンと言いつつも野外戦闘がほとんどだが、公式からは新旧まとめて「ダンジョン」扱いされている。
基本的にすべて同じシステムだった従来のダンジョンと違い、ミッションの仕様は統一されていない。原則的には、他のパーティーと被る事がない、EXITボタンでいつでも退出できる、従来のダンジョンのようなランダム生成方式ではなく各ミッション専用のマップが用意されている、ミッションそれぞれに独自のギミックやクリア条件が設定されている等の特徴を持つ。難易度が高いミッションのプレイにはダンジョン同様、独自の通行証を使う場合もある。
キューブ型ダンジョンを攻略していく旧来のダンジョンとは全くの別物である。広大なマップを自由に動き回れたり、マップ内の木・岩などの自然物から採取も行えるミッションが多い。都市のマップならば屋外に置かれた生産スキル用の設備も利用できる。2008年当時は革新的なシステムだとされたが、近年のオンラインゲームにおいては標準的なシステムと言える。
メインストリーム中のクエストやメモリアルダンジョンもチャプター3以降は概ねミッション方式に移行した。

#### 現在実装されているダンジョン(ver2.0)
| - タルティーン影ミッション - タラ影ミッション - エイヴォン演劇ミッション - 使徒レイドミッション - ベルテンミッション - アヴァロン浄化ミッション - テフドゥインミッション - マグメルミッション | - 深淵のダンジョン（コイル上級 / ペッカ上級） - アルバン騎士団訓練所 - 夢幻のラビダンジョン - シードフィナハ - アポカリプスレイド - クロムバス - ファメス遺跡 |

## メインストリーム
マビノギにはゲーム開始直後のガイドクエストとは別に、ゲームのメインストーリーとして『メインストリーム』と呼ばれるクエストが存在する。これはマビノギの世界で起こっている事象をプレイヤーが体験出来る内容であり、演出にカットシーンを使う事や、NPCを自ら操作し演じる事が出来るRP（ロールプレイ）のシステムにより、プレイヤーはより世界観に没入出来る仕組みになっている。メインストリームは古代アイルランドのケルト神話をモチーフにしているが、ストーリーはゲームオリジナルであり、時節や登場人物の関係がケルト神話と異なっている。またメインストリームには明確な終わりが設けられており、クエストを全て完了するとエンディング（スタッフロール）があるなど、コンシューマRPGのような仕上がりになっている。
メインストリームは各チャプターに沿ったメインテーマを組み込んだストーリーがそれぞれ設けられており、物語は時系列的には実装順に進行する形になるが、各チャプター毎に平行あるいは前後して始める事が出来る。2012年6月14日のアップデート以降、すべて無料で進める事が出来るようになった。また人間以外の種族でも、チャプター1の内容をプレイする事が出来るようになった。
昔のマビノギではメインストーリーを放置しても特にデメリットが生じなかった為、当面触れずに他の事をやるプレイヤーも多く見られたが、現在のマビノギはストーリーを進めなければキャラクターがほとんど成長しない仕様なので絶対に避けて通れない。この変更によりコンシューマRPG的な要素が更に強まった。その代わり大部分のチャプターがソロクリア出来るように緩和され、難易度も大幅に引き下げられたのでクリアそのものは簡単であるが、「簡単になりすぎてただの作業」「設定上強大なラスボスが一撃で死んだりするのは雰囲気が台無し」等の辛辣な評価も多い。
チャプター5は新しいストーリー形態として「The Drama」が実装。週毎に1話ずつ「放送（配信）」されるという形で、毎回オープニングとエンディング（次回予告＆スタッフロール）が流れるなど、テレビドラマを意識した演出が特徴。日本では2013年4月23日より配信が開始された。なお、ゲーム上のストーリー進行方法は既存のクエストと特に変わらない。後にこれらはG17およびG18として再定義され、チャプター6（G19）からは再び前章までと同様の形式に戻された。
チャプター1『女神降臨』
ティルナノイ探索の旅に出て、やがて行方知れずとなったルエリ、タルラーク、マリー。彼ら「消えた三戦士」の足跡を追いながら、魔族の陰謀に立ち向かう。全3章（G1〜G3）。
チャプター2『イリアのドラゴン』
古代イリニドの影響が色濃く残る大陸イリア。この地を舞台に、神の如き力を持つと言われるゴールドドラゴンを巡る物語が展開される。全2章（G7〜G8）。
チャプター3『錬金術師』
ウルラ大陸に広がり始めた「影」の世界。そこから浸透する魔族達に対処すべく、種族の垣根を越えた共闘態勢が敷かれる事となった。やがて潜伏していた神々も馬脚を現し始め、彼らと時に敵対し、時に協力しながら、激化する戦乱を戦い抜く。全4章（G9〜G12）。
チャプター4『シェイクスピア』
神々の流刑地エイヴォンに収監されていた予言者シェイクスピアが脱走した。書き残された台本を戯曲に起こし、これを通してシェイクスピアの真意とその足跡を追う。ミレシアンとソウルストリームの起源に纏わる物語でもある。全4章（G13〜G16）。
チャプター5『IRIA THE DRAMA』
各地で突如として謎の悪霊が出現し、人々を襲うという事件が発生する。その裏では、すでに滅びたはずのヴァン族が暗躍していた。全二章（G17〜G18）。
チャプター6 『神の騎士団』
異界の神々によるエリンへの侵攻が始まった。これに対抗すべく、歴史の陰でエリンを守り続けてきた秘密の組織「アルバン騎士団」へと加わり、新たな力を目覚めさせる（G19〜21）。
チャプター7 『アポカリプス』
エリンの現在と過去、未来が記されているという黙示録と黒き月の教団の出現。ミレシアンは黙示録に記されていた「魔王バロールの復活」を阻止するため出征する（G22〜25）。

## 日本版における問題点と対策

### セキュリティに関する問題点と対策
- nProtectの実装と解除

2007年3月5日にRMT業者が使用する、不正プログラムへの対策としてnProtectが導入されたが、動作上の問題が多く、導入から3日後の3月8日の定期メンテナンスでnProtectの機能を停止させた。
- HackShieldの実装

韓国版では、2008年11月12日のG9S3アップデートの際、不正対策プログラムとして、HackShieldやクイズ時限爆弾が実装された。
日本版でも、4周年記念オフラインイベントにて、クイズ時限爆弾は実装しないものの、HackShieldを今後実装していくとの発表がなされ、2012年2月22日に実装された。
- ソフトウェアキーボードの実装

2009年8月6日のアップデートの際、ハッキング対策として、ログイン時の入力に「ソフトウェアキーボード」が実装された。
- ワンタイムパスワードサービスの変更

2013年10月17日（木）メンテナンス終了後より、それまでのNEXONのワンタイムパスワードサービスが、セキュリティ強化のため、シマンテック社製ワンタイムパスワードに変更された。
- ゲーム起動方法の変更

2013年11月21日のアップデートの際、セキュリティ対策として、ブラウザの「ゲームスタート」ボタンからの起動に変更された。これに伴い、ゲームクライアントも再インストールが必要になった。
- セキュリティソフトの再変更

2015年12月23日のアップデートで、セキュリティソフトがHackShieldからNEXON GAME SECURITYに変更された。

### 不正行為とその対応
- 2009年1月のアイテム不具合

2009年1月29日の定期メンテナンス以降、「エンチャントを委託して失敗した際にアイテムの消失や耐久度減少が起こらない」問題が発生。これは1月30日のメンテナンスで修正されたが、この間に不具合を不正に利用したとするアカウントの一時停止、悪質なものは永久停止の処分が2月5日までに行われた。
- 2009年5月から頻発するアカウントハック

2009年5月上旬より、アカウントハックによるアイテム転売の被害が公式の掲示板に多数報告されていた。
価値のあるアイテム及びネクソンポイントを奪い、販売不可能なアイテムや価値の低そうなアイテムはすべて破棄し、さらに残ったキャラクターをBOTとして利用するという卑劣な手法である。
2009年6月4日にはネクソンがこの問題について言及し、公式ページを通して利用者に注意喚起した。ID・パスワードの流出元に関しては、特定されていない。
2010年5月にはImpress Watchの記者がアカウントハックの被害を受けた。
2011年2月7日にはネクソンがセキュリティ対策の一環として、全てのNEXON IDに対しパスワード変更設定を急遽行った。
2011年4月現在においても、ゲーム内の特定地域に行けばこのようなBOTを多数、容易に確認できる。
奪われたアイテムはネクソンサービス規約により全く補償されない。
ネクソンポイントのみ補償は行われているが、1つのネクソンIDにつき1回のみで、ネクソン所定の本人確認手続きが必要である。
- 2012年2月から頻発する交易BOT

2012年2月14日のメンテナンスから交易時のログアウトペナルティ（積荷の25%を失う）がなくなった。
つまり交易中に敵に遭遇しても、「チャンネル移動」により容易に逃げられるようになったため、BOTが大量発生することとなった。
4月4日現在も対策されておらず、BOTの減る気配は全くない。
交易所にある「指名手配犯掲示板」では、略奪団に積荷を奪われたプレイヤーキャラが掲載されるべきはずだが、BOTの名前ばかりが羅列されている現状が確認できる。
4月9日に交易中チャンネル移動不可（ログアウトペナルティ復活）の対策がされ、全体的に交易BOTが減った。
ただし以前より「略奪団がプレイヤー側から見えなくなるバグ」が常に発生しており、チャンネル移動による略奪団回避が実質不可能となったため、正常なプレイヤーの交易も減ってしまった。
- 2012年6月頃から再発生したフィールドBOT

BOT対策により、一定以下の弱いモンスターからはゴールドがドロップしない仕様になっているが、「格闘」やダイナミックシステムなどの度重なる初心者強化アップデートの結果、BOTがゴールドをドロップするモンスターも倒せるようになった。
- 複数アカウントによるクリア報酬の水増し問題

マビノギは無料のメールアドレスのみでアカウントをいくらでも取得できる。この為ソロで4～8個のアカウントを使って4～8倍の報酬を得る行為がチャプター4頃から横行し始めた。
チャプター3までは、初心者向けのミッションを除いて厳しい参加Lv制限が設定されていたほか、ダンジョンを複数人でクリアしても1人分の報酬しか獲得できないなどの対策が取られていたが、Lv制限が廃止されてスキルの習熟度(才能ランク)基準に変わった事で無料アカウントでも報酬が高い高難易度のミッションの参加条件を容易に満たせるようになり、以後年月と共に複数アカウントを使うプレイスタイルが広まった。
2022年12月頃からようやく仮想PC対策が取られ始めたが全く解決に至っていない。
韓国マビノギでは2013年から複数アカウント起動が公認されていた（公式クライアントで最大19アカウント同時ログインが可能だった）が、2020年から方針が変わって段階的に規制措置が取られ、2022年以降は複数同時ログインによる報酬水増し行為が原則禁止となっている。最近はアカウント停止処分など罰則も強まったことで複数アカウント利用者は大幅に減少した。
ただし韓国はアカウント登録にマイナンバーが必要であり、アカウントが停止されれば二度と復帰出来ないので、いくらでも新規アカウントを作れる日本版マビノギとは環境が異なる。
日本版では公式クライアントの複数同時起動は元々不可能だが、複数のパソコンを使った同時ログインは2023年現在もほぼ黙認状態にある。利用規約では「異常な数のアカウント取得は禁止」と一応なっているものの、実際に運営側がアクセス禁止等の対応に動くのは11アカウント以上からだと言われている。

### サーバ応答遅延
- 原因不明の大規模な遅延問題

2006年末より現在に至るまで全サーバにおいて大小様々な遅延が頻繁に起こっている。
毎日定時に起こる4回の大型遅延、不定期に起こる無数の小さな遅延があり、アップデートのたびに発生時間帯や遅延時間が変化してきた。
大型遅延は深夜の00:30〜05:00内に3回発生し、さらにワールドごとに発生時間の異なる1回の合計4回の遅延が確認されている。
いずれも30分超に及ぶ大規模なものであり、ログインからチャット、移動、戦闘、生産までプレイ全般に支障をきたす。
小規模な遅延でも0.1秒から数秒の動作停止が発生する場合もあり、戦闘を行う際に影響を与えている。
小規模な遅延に関しては2011年4月14日のアップデート（浪漫農場の追加）からさらに増加が見られ、特に接続数の増える18:00〜24:00に発生しやすくなっている。
ネクソンは「状況の改善に努めている」としているが未だ解決には至っていない。
- アイテムロスト（消失）

サーバの動作が不安定となり強制停止、及び再起動してしまうことがたびたびある。
この時に、アイテムを銀行やペットのインベントリ間で移動させた場合、そのアイテムが消失してしまう。運営からの補償（アイテム復旧）はない。

## 不正アクセスによる事件
- 仮想通貨[5]の不正取得事件

2007年10月、当時16歳の高校生が他人のIDを割り出すなどして日本円で約3600万円相当の仮想通貨を不正に取得した事件。高校生は動機に「（ランダムボックスでしか入手できないレアアイテムの）エレガントゴシックドレスが欲しかった」と述べている。

## 関連作または関連品

### ゲーム作品
- マビノギ英雄伝
- マビノギ2
- パチスロマビノギ - NEXON777内に収録。
- マビノギソーシャル - Mobageにて配信されているソーシャルゲーム。後にAndroidアプリ版、dゲーム版、GREE版が配信開始された。

### Web配信
本展開には主人公のロナ・リサクと、マスコットキャラクターである黒羊のパンというキャラクターを中心に展開されている。
マビノギ ロナとパンとファンタジーライフ
過去に公式サイトで配信されていたインターネット動画番組。ゲーム本編と同じ映像を使用している。簡単なシナリオで構成されながら、本作のチュートリアル的な役割も果たしている。現在は配信を中止している。ボイスキャストはロナ役を桑島法子、パン役を千葉繁が担当。
マビノギ ボイスドラマ まびどら!
事実上「ファンタジーライフ」の後継として配信されているインターネットボイスドラマ。全12話。公式サイトにて全話聴取可能。
ボイスキャストはロナ役を磯村知美、パン役を小野友樹が担当。またゲストとして関智一（ファーガス / 正体不明のグルーギ 役）、田中理恵（モリアン 役）、平川大輔（タルラーク 役）、柿原徹也（マーリン 役）、小清水亜美（アリア 役）、杉田智和（プロフェッサーJ 役）、下野紘（ハギ 役）、悠木碧（アンズ 役）が出演している。
マビノギ ロナとパンのファンタジーラジオ
2012年12月26日から2014年12月17日まで、音泉にて毎週水曜日に配信されていたインターネットラジオ番組。パーソナリティは「まびどら!」に引き続き磯村知美と小野友樹が担当。通称は「ロナパンラジオ」。全100回。

### 漫画
マビノギ スタッカート
電撃マ王にて2008年9月号から2009年2月号まで連載された。作画は多門結雪。大幅なストーリー的な改変をした、いわば「学園版マビノギ」的作品。原作マビノギの登場人物に加え、主人公イリオをはじめオリジナルの登場人物も多数登場する。単行本はアスキー・メディアワークスより2009年2月27日発売（ISBN 978-4048676366）。
後にボイスドラマ化。ロナとパンは「ファンタジーライフ」から引き継ぎ、イリオ役を喜多村英梨、ナオ役を能登麻美子、クリステル役を広橋涼が担当。本作を収録したドラマCDはアスキー・メディアワークスより2009年4月2日発売。
mabinogi-マビノギ-
別冊少年マガジンにて2013年9月号から連載開始。作画は虎雨マサカリ。原作におけるメインストリームのシナリオのコミカライズとなる。
マビノギアンソロジーコミック わくわく生活日記
エンターブレインから刊行されたアンソロジーコミックス。全7巻。

### その他書籍
- マビノギ オフィシャルガイド（ISBN 978-4775803240）
- マビノギ 公式ガイドブック（ISBN 978-4797331615）
- マビノギ チャプター2データブック（ISBN 978-4797341461）
- ハピ☆マビ（ISBN 978-4575164657）
- ハピ☆マビ Vol.2（ISBN 978-4575164749）
- ハピ☆マビ Vol.3（ISBN 978-4575164824）
- ハピ☆マビ Vol.4（ISBN 978-4575164848）
- マビノギ公式ファンブック マビフェス!（ISBN 978-4048704632）
- マビノギ公式ファンブック マビフェス! Vol.2（ISBN 978-4048863100）
- マビノギ設定資料集 女神の記憶（ISBN 978-4797355833）

### 楽曲
マビノギ オリジナル・サウンドトラック（MJCD-20044）
2005年12月22日発売。4枚組。各CDはピクチャーレーベルで、Disc1はナオ、Disc2はサキュバス、Disc3は女神モリアン、Disc4はルア。G3まで（地域で言うとイメンマハ、ケオ、センマイなどまで）の曲を収録。ただし、セイレーンダンジョンボス曲がDisc3Track27にリミックスバージョンしか収録されていない。
Eternal（着うた・着うたフル）
本作のTVCMソング。歌はCMナレーションも担当した、声優の田中理恵。携帯サイト「アニメロミックス」（着うた）と「超!アニメロ」（着うたフル）でダウンロードが可能。

### フィギュア
- グッドスマイルカンパニー製　マビノギ ナオ 1/8スケール PVC塗装済み完成品（2006年1月28日発売）
- グッドスマイルカンパニー製　マビノギ ねんどろいど ナオ ノンスケールABS&PVC 塗装済み可動フィギュア（2007年12月26日発売）
- グッドスマイルカンパニー製　マビノギ サキュバス 1/8スケールPVC塗装済み完成品（2008年3月19日発売）
- オーキッドシード製　マビノギ ナオ 1/7スケールPVC塗装済み完成品（2008年9月6日発売）
- オーキッドシード製　マビノギ ナオ 宮沢模型限定版 1/7スケールPVC塗装済み完成品（2008年9月6日発売）
オーキッドシード製　マビノギ ナオ (1/7スケールPVC塗装済み完成品)の色違い
- オーキッドシード製　マビノギ ナオ Adventure ver. 1/7スケールPVC塗装済み完成品（2009年4月29日発売）

## 受賞歴
- 2004年大韓民国ゲーム大賞 国務総理賞（最優秀賞）・技術創作賞（企画/シナリオ部門）

### 公式サイト
- 韓国版マビノギ公式サイト
- 日本版マビノギ公式サイト
- 日本版ハンゲームマビノギ公式サイト
- 北米・オセアニア版マビノギ公式サイト
- 台湾版マビノギ公式サイト
- 中国版マビノギ公式サイト